# Рафіна
Рафіна (грец. Ραφήνα) — місто, розташоване на східному узбережжі Аттики в Греції. Згідно з переписом 2011 року, має населення 13 091 жителів. Після муніцепальної реформи 2011 року, місто стало частиною муніципалітету Рафіна-Пікермі. 

## Історія
В доісторичні часи, територія, де сьогодні знаходиться Рафінья, була вже заселена. Найдавніші свідоцтва датуються періодом Неоліту, також, були знайдені залишки поселення періоду ранньої Бронзової доби (III століття до н. е.).
У стародавні часи, Рафінья, було одним з 100 демів Афін, які були впроваджені територіальною реформою Клісфену.

## Пов'язані особистості
- Робер Пірес — французький футболіст.[3]
- Костас Караманліс — колишній прем'єр-міністр Греції.

## Міста побратими
- Лефкара, Кіпр
- Tirilye, Туреччина